# Marengo rattotensis
Marengo rattotensis är en spindelart som beskrevs av Benjamin 2006. Marengo rattotensis ingår i släktet Marengo och familjen hoppspindlar. Inga underarter finns listade i Catalogue of Life.